# Reichsgau des Sudètes
1939–1945
Entités précédentes :
- Tchécoslovaquie

Entités suivantes :
- Tchécoslovaquie

Le Reichsgau Sudetenland était une division administrative de l'Allemagne nazie de 1939 à 1945. Elle comprenait la partie nord du territoire des Sudètes, qui a été annexée à la Tchécoslovaquie conformément à l'accord de Munich du 30 septembre 1938 .

## Historique
Le Reichsgau était dirigé par l'ancien chef du parti allemand des Sudètes, maintenant fonctionnaire du parti nazi Konrad Henlein en tant que Gauleiter et Reichsstatthalter. D'octobre 1938 à mai 1939, c'était la subdivision régionale du parti nazi dans cette région, également sous la direction de Henlein. La capitale administrative était Reichenberg (Liberec).

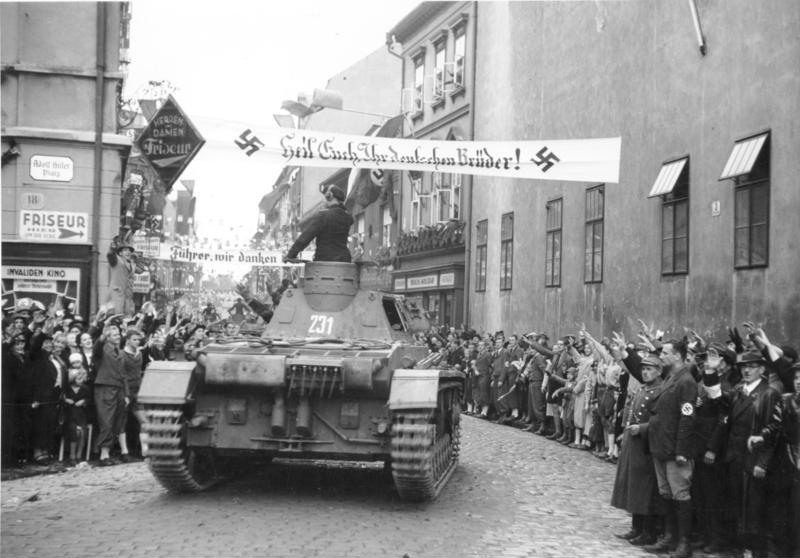
Les Allemands de souche à Komotau, Sudètes, saluent les soldats allemands avec le salut nazi, 1938

Le 30 septembre 1938, les chefs de gouvernement du Royaume-Uni, de la France, de l'Italie et de l'Allemagne signèrent l'accord de Munich, qui imposait la cession des Sudètes à l'Allemagne. Les représentants tchécoslovaques n'étaient pas conviés lors de ses accords.
Le 1er octobre, les forces d'invasion de la Wehrmacht ont occupés le territoire. Les nouvelles frontières tchéco-allemandes ont été officiellement fixées dans un traité le 21 novembre 1938. En conséquence, la République tchécoslovaque a perdu environ un tiers de sa population, sa zone industrielle la plus importante, ainsi que ses fortifications frontalières,.
Le 30 octobre 1938, Konrad Henlein est nommé Gauleiter de la Sudètes,.
Le parti allemand des Sudètes a été fusionné avec le parti nazi et tous les autres partis politiques ont été interdits. La population tchèque a dû accepter la citoyenneté allemande. En cas de refus, la population était expulsée et transférée de force dans l'État "croupion" tchécoslovaque.
À partir du 15 mars 1939, l'ensemble de la Tchécoslovaquie sera occupé par l'Allemagne et incorporée au Reich Allemand sous le nom de " Protectorat de Bohême et de Moravie ".
Après la proclamation du Protectorat de Bohême et de Moravie, le Reichsgau est formellement établi par la loi du 25 mars 1939, en vigueur depuis le 15 avril. Les frontières sont ajustées et la structure administrative est fixée le 1er mai. Konrad Henlein a été nommé Reichsstatthalter. La capitale administrative était Reichenberg (Liberec). De plus petites zones à l'est, telles que la région de Hlučín, ont été cédées à la province prussienne de Silésie, tandis que les territoires de l'ouest et du sud des Sudètes ont été rattachés au Gau bavarois de Bayreuth ainsi qu'aux  Gau autrichiens Oberdonau et Niederdonau.
Après la défaite de l'Allemagne, l'État tchécoslovaque a été rétabli et la population allemande des Sudètes a été expulsée.
Le camp de concentration de Theresienstadt était situé dans le protectorat de Bohême et de Moravie, près de la frontière avec le Reichsgau des Sudètes. Il a été conçu pour emprisonner la population juive du protectorat ainsi qu'à la déporter progressivement vers des camps d'extermination. Bien qu'il ne s'agisse pas d'un camp d'extermination en soi, les conditions difficiles et insalubres ont tout de même entraîné la mort de 33 000 des 140 000 Juifs amenés au camp, tandis que 88 000 autres ont été envoyés dans des camps d'extermination et seuls 19 000 ont survécu.

## Gauleiter
- Konrad Henlein : 30 octobre 1938 au 8 mai 1945

## Administration

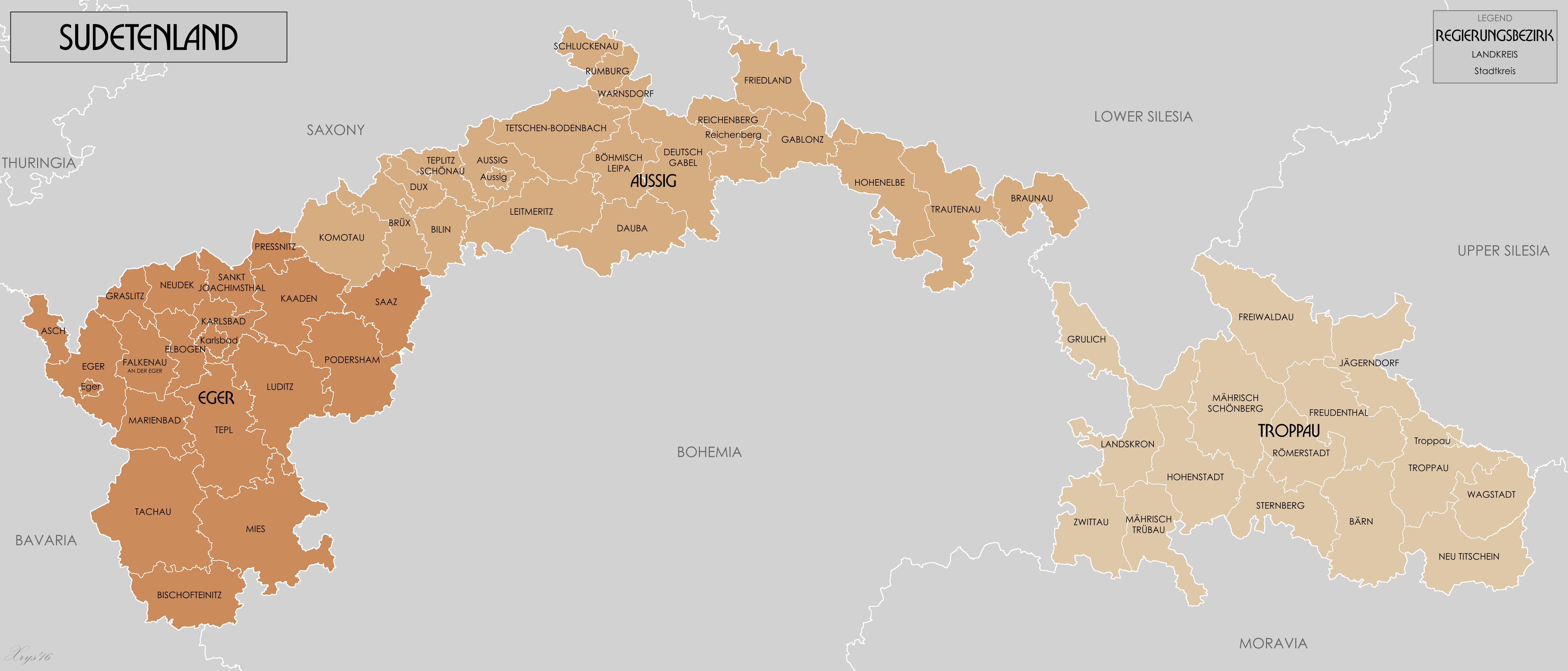
Divisions administratives

Le Reichsgau Sudetenland a été divisé en trois Regierungsbezirke. Ceux-ci étaient subdivisés en 58 districts ( Kreise ), correspondant en grande partie à l'ancienne okresy tchécoslovaque.

### Circonscriptions urbaines
1. Aussig
2. Reichenberg